# MaK G 1202 BB
A MaK G 1202 BB négytengelyes dízel-hidraulikus mozdonysorozat, melyet a Maschinenbau Kiel (MaK) gyártott 1978 és 1980 között, összesen 12 példányban. A mozdonyokat németországi ipari vasutak megrendelésére gyártották. A típust 1981-ben, az MTU 396 sorozatú motorjának megjelenését követően a G 1204 BB váltotta a MaK termékpalettáján.

## Technikai részletek
A G 1202 BB megengedett legnagyobb sebessége tolatófokozatban 40 km/h (25 mph), míg vonali fokozatban 55 vagy 75 km/h (34 vagy 47 mph), szolgálati tömege a ballasztolástól függően 72–88 t (71–87 angol tonna; 79–97 amerikai tonna), tüzelőanyag-tartálya 2500 l (550 imp gal; 660 US gal) kapacitású. A típus első négy legyártott példányát az MTU 12 V 331 TC 11 típusú, 2160 min⁻¹ fordulaton 945 kW (1280 PS) névleges teljesítményű motorjával szerelték, a további nyolcat viszont az 1000 kW (1360 PS) névleges teljesítményű MTU 12 V 331 TC 12 motorral.

## Üzemeltetők
A G 1202 BB típusból 1978 és 1980 között 12 példányt gyártottak a németországi ipari vasutak számára. Legnagyobb megrendelője a Rheinische Kalksteinwerke volt három mozdonnyal, az Osthannoversche Eisenbahnen és a Regentalbahn kettő-kettő, míg a Bentheimer Eisenbahn, a Niederrheinische Verkehrsbetriebe és az Osthavelländische Eisenbahn Berlin-Spandau egy-egy mozdonyt rendelt. A MaK bérmozdonyként üzemeltetett kettő példányt.
| MaK G 1202 BB mozdonyok listája |             |                      |                                    |                          |                                                |
| Gyártási szám                   | Gyártás éve | Első üzemeltető      | Legutóbbi üzemeltető               | UIC-pályaszám            | Megjegyzés                                     |
| 1000779                         | 1978        | OHE-Sp „DL 8”        | TKN „1”                            |                          |                                                |
| 1000781                         | 1978        | NIAG „5”             | WHE „26”                           | 98 80 0270 002-5 D-WHE   | 2004 és 2009 között Svájcban szolgált          |
| 1000782                         | 1978        | MaK „8” (bérmozdony) | ESG Eisenbahn Service Gesellschaft | 98 80 0270 003-3 D-ESGBI |                                                |
| 1000783                         | 1978        | MaK (bérmozdony)     | WHE „25”                           |                          |                                                |
| 1000784                         | 1979        | RWK Kalk AG „2”      | Rheinkalk „2”                      |                          |                                                |
| 1000785                         | 1979        | RWK Kalk AG „3”      | Rheinkalk „3”                      |                          |                                                |
| 1000786                         | 1979        | OHE „140001”         | Rheinkalk                          | 98 80 0270 008-2 D-OHE   |                                                |
| 1000787                         | 1980        | RWK Kalk AG „4”      | Rheinkalk „4”                      |                          |                                                |
| 1000788                         | 1979        | OHE „140002”         | Häfen Hannover „F7”                | 98 80 0270 009-0 D-SHH   | 2006-ban MTU 12V 396 TC14 típusú motort kapott |
| 1000789                         | 1980        | RAG „D III”          | DLB „D 03”                         | 98 80 0270 010-8 D-DLB   |                                                |
| 1000790                         | 1980        | BE „D 23”            | BE Netz „HT1”                      | 98 80 0270 011-6 D-BENTZ |                                                |
| 1000791                         | 1980        | RAG „D IV”           | DLB „D 04”                         | 98 80 0270 012-6 D-RBG   |                                                |

## Fordítás
- Ez a szócikk részben vagy egészben  a   MaK G 1202 BB című német Wikipédia-szócikk ezen változatának fordításán alapul.  Az eredeti cikk szerkesztőit annak laptörténete sorolja fel. Ez a jelzés csupán a megfogalmazás eredetét és a szerzői jogokat jelzi, nem szolgál a cikkben szereplő információk forrásmegjelöléseként.